# Rachael Tumelty
Rachael Tumelty (...) è una giocatrice di football americano britannica, che gioca come quarterback per le Teesside Steelers..